# Ведерсфилд (Конектикат)
Ведерсфилд (енгл. Wethersfield) насељено је место без административног статуса у америчкој савезној држави Конектикат.

## Демографија
По попису из 2010. године број становника је 26.668, што је 397 (1,5%) становника више него 2000. године.
| Група             | 2000.          | 2010.          |
| Белци             | 23.957 (91,2%) | 22.600 (84,7%) |
| Афроамериканци    | 549 (2,1%)     | 840 (3,1%)     |
| Азијати           | 416 (1,6%)     | 765 (2,9%)     |
| Хиспаноамериканци | 1.101 (4,2%)   | 2.185 (8,2%)   |
| Укупно            | 26.271         | 26.668         |